# Analyse qualitative des gaz
Pour les articles homonymes, voir Analyse qualitative.
En chimie, l'analyse qualitative des gaz est une méthode d'analyse qualitative non-instrumentale qui vise à identifier un gaz.
Elle est basée sur :
- les propriétés extérieures du gaz telles que la couleur. L'odorat et le goût peuvent être aussi utilisés mais en raison de la toxicité potentielle des gaz inconnus, il est interdit de les sentir ou de les goûter ;
- un changement visible à la suite par exemple d'un test chimique. Le changement visible peut être par exemple un changement de couleur, la formation d'un précipité ou d'une fumée.

## Exemples
|     | Nom                  | Couleur                         | Odeur                                                                 | Effet sur un papier de tournesol       | Autres observations |
| --- | -------------------- | ------------------------------- | --------------------------------------------------------------------- | -------------------------------------- | --- |
| H2  | Dihydrogène          | Incolore                        | Inodore                                                               |                                        | Brûle avec détonation une allumette enflammée : {\displaystyle \mathrm {2H_{2}+O_{2}\longrightarrow 2H_{2}O} } |
| N2  | Diazote              | Incolore                        | Inodore                                                               |                                        | |
| O2  | Dioxygène            | Incolore                        | Inodore                                                               |                                        | Brûle une allumette éteinte à bout rouge : {\displaystyle \mathrm {O_{2}+C\longrightarrow CO_{2}} } |
| F2  | Difluor              | Jaune pâle                      | Irritante                                                             |                                        | |
| Cl2 | Dichlore             | Jaune-vert                      | Suffocante, très désagréable et ressemblant à celle de l'eau de Javel | Bleu → rouge puis blanche              | Décolore une solution d'indigo |
| H2S | Sulfure d'hydrogène  | Incolore                        | Nauséabonde et ressemblant à celle des œufs pourris                   | Bleu → rouge (H2S est un acide faible) | Brûle et forme un dépôt de soufre au contact d'une allumette enflammée |
| NH3 | Ammoniac             | Incolore                        | Piquante, donne des larmes aux yeux                                   | Rouge → bleu (NH3 est une base faible) | Brunit le réactif de Nessler. Forme avec le HCl des fumées blanchâtres de chlorure d'ammonium : {\displaystyle \mathrm {NH_{3}+HCl\longrightarrow NH_{4}Cl} }                                                               |
| HF  | Fluorure d'hydrogène | Incolore                        | Piquante                                                              |                                        | Attaque le verre |
| HCl | Chlorure d'hydrogène | Incolore                        | Acre                                                                  | Bleu → rouge (HCl est un acide)        | Forme des fumées blanches d'acide chlorhydrique au contact de l'humidité |
| HBr | Bromure d'hydrogène  | Incolore                        | Acre                                                                  | Bleu → rouge (HBr est un acide)        | Forme des fumées blanches d'acide bromhydrique au contact de l'humidité |
| HI  | Iodure d'hydrogène   | Incolore                        | Suffocante                                                            | Bleu → rouge (HI est un acide)         | Forme des fumées blanches d'acide iodhydrique au contact de l'humidité |
| CO  | Monoxyde de carbone  | Incolore                        | Inodore                                                               |                                        | |
| CO2 | Dioxyde de carbone   | Incolore                        | Inodore                                                               |                                        | Trouble l'eau de chaux, un excès de CO2 fait disparaître le trouble : {\displaystyle \mathrm {CO_{2}+H_{2}O\longrightarrow H_{2}CO_{3}} } {\displaystyle \mathrm {H_{2}CO_{3}+Ca(OH)_{2}\longrightarrow CaCO_{3}+2H_{2}O} } |
| SO2 | Dioxyde de soufre    | Incolore                        | Acre et irritante                                                     | Bleu → rouge                           | Décolore une solution acidulée violette de permanganate de potassium |
| NO  | Monoxyde d'azote     | Incolore                        |                                                                       |                                        | Forme avec l'oxygène de l'air un gaz rougeâtre, le dioxyde d'azote : {\displaystyle \mathrm {2NO+O_{2}\longrightarrow 2NO_{2}} }                                                                                            |
| NO2 | Dioxyde d'azote      | Brun-rouge (vapeurs rutilantes) | Suffocante, âcre et piquante                                          | Bleu → rouge                           | |
| N2O | Protoxyde d'azote    | Incolore                        |                                                                       |                                        | |